# بحر أبو جريشة
بحر أبو جريشة (ولد في 21 يونيو 1935 بمحافظة الإسكندرية - توفي بسكته قلبية في 30 مارس 1995)، واسمه الحقيقي بحر محمود أبو جريشة هو مغني مصري في موسيقى بلوز.

## حياته
ولد الفنان بحر أبو جريشة في 21 يونيو 1935، حيث ترجع أصوله إلى قرية «جرشة» النوبية. هاجر أهله بعد التهجير من النوبة نحو مدن القناة وبالتحديد إلى بورسعيد، ثم الإسكندرية حيث عاش أغلب حياته.
هو مطرب مصري شجي الصوت من أصول نوبية. رحلت عائلته بعد التهجير من النوبة نحو مدن القناة ، من المرجح انه ولد في الإسكندرية وقد عاش قيها أغلب حياته.. تميز بجمال الصوت و الأغانى المرهفة الشعبية و الرومانسية و الحزينة والتي مثلت عند جمهوره أيقونة الفن الشعبي المتمايز. ربما لو قلنا أن قيمة ما قدمه البحر أبو جريشة للفن والذائقة الموسيقية والغنائية تضارع ما قدمه الفنانين أحمد منيب وعلي كوبان وحسن جازولي وغيرهم فلن نكن زدناه حقا على حقه، فهو الصوت الذي وضع بصمة ما تزال إلى الآن لم تحلل التحليل الكافي ولم تدرس كما تستحق.. لا أعتقد إن اللون الموسيقى الذي قدمه البحر ينحصر فى لون موسيقى النوبة بل تجاوزها ليصنع مزيجه الذي وإن حاولنا أن نجد له مسمى فسيكون أقرب للموسيقى (السواحيلي) التى نقلها الجنوبيين الى الشمال في رحلات التجاره والترحال.. تعود أصول ابو جريشة لقرية ( قرشة ) بالنوبة والتى تم تهجيره أهلها لمدن القناة حينها، المعلومات المتاحة ترجح ميلاده في الاسكندرية وحياته اغلب عمره فيها، عمل فى بدايته (صول بالبحرية) يغيب في البحر ثم يعود ليقيم حفلاته الغنائية وهذا ما نلاحظه في تجربة الغربة الممتدة بين اغنياته، بروح الفنان غامر أبو جريشة في أواخر السبعينيات وقرر تسجيل أغنياته دون منتج فدفع من ميزانية بيته أجور العازفين والملحنين واستأجر استوديو حتى أتم له ما أراد لكن ذلك عرضه لضائقة مادية مما دفعه لعرض أغنياته لأى مشتر وتحت أى تعامل ولو دون مكسب حتى وجد في (نصيف قزمان) ضالته الذي قبل بالعرض وسانده وبدأ بتوزيع الشريط الأول له (كفايه بعاد) الذي حقق وقتها هو وشريطة الثاني (رحال) مبيعات مهولة لم تؤت لأحد غيره، فلم يكن منزل في مصر إلا ويحوي إحدى أشرطته، ومن صوت البحر بنى (نصيف) شركته فيما بعد (صوت الدلتا) وانتج أول ألبومات "عمرو دياب" الذي غنى مع بدء ظهوره أغنية أبو جريشة الشهيرة (وماله)، ومن هذه النقطة أنطلقت شهرة أبو جريشه ليظهر حتى على شاشات السينما فى فيلم (إحنا بتوع الاسعاف) عام 1984 إخراج صلاح كريم وبطولة سمير غانم وإكرامي وأمين الهنيدي وأيضا في الفيلم الاستعراضي (رحلة حلو العالم). لأبو جريشة كذلك اسهامات فنية في المشاركة وتكوين اثنين من أهم الفرق المعبره عن هذه الذائقة المتمايزة للموسيقى والغناء هي فرق (شمس حسين) و فرقة الفنان العالمي (علي كوبان) والتي لعبت الآلات الغير نوبية كالمسمسية والأبوا والاوكورديون وايقاعات مغايرة كالتانجو والسمبا دورا هاما في منحها لونا متفردا بين كافة الفرق الآخرى. ربما هذه الانطلاقة الساطعة المبهرة التي تركت حتى الآن وستظل بصمتها مفارقة، ربما أعقبها خفوت محزن يتوازى مع تعاقد أبو جريشة مع شركة (فلفل فون) ل (سيد نصر) _أول منتج لأنغام فيما بعد_ والذي قلص كثيرا من قدرات الفنان بداخله وحجمها وصبغة بصبغة أقل من قدراته كفنان مغاير وروح فنية خالصة حتى تراجع نجمه تباعا للدرجة التي معها بدأ يعود للغناء على مسارح الدرجة الثالثة واختفت اخباره إلى أن انتهت رحلة الصوت الشجي في مارس 1995. أثرى الفنان بحر أبو جريشة رحمه الله المكتبة الموسيقية بألحانه وموسيقاه وأداؤه وكلماته وكانت بعض أغانياته من ألحانه وبعضها من كلماته، ويعتبر بحر من الفنانين الكبار الرائدين في تقديم فن النوبة هو والفنان الراحل أحمد منيب.
استندت هذه المعلومات إلى ندوة اقيمت فى منتدى إطلالة عام 2015 عن الفنان الراحل

## أعماله

### الألبومات
- | كفايه بعاد (صوت الدلتا) كفاية بعاد طال الطريق سمارة ماله ماله فينك يا حبيبي يا قلبي العطوف |
- | رحال (صوت الدلتا) بحار ليل يا أبو الليالي أبو الحبايب سيب الهموم رحال |
- | مقادير (صوت الدلتا) مقادير مجروح أمشي يا قلبي يا هاجر جمال الصحارى |
- | غريب (صوت الدلتا) غريب ليه يا زمان حبك يا حبيبي في شرع مين حبيبي راح مقدرش |
- | على فين يا قمر (صوت الدلتا) لالالا وحداني على فين يا فرحة الساعة دى ردي الستاير يا اسكندرية |
- | أيوب (صوت الدلتا) أيوب أبو الأشواق ارتاح يا قلبي يا شاغل بالي شجر الليمون يا طير ياللى طاير |
- | مغناوي (صوت الدلتا) مغناوي غرّابة ياللا يا قلبي يا مراكب الودع ياللا يمين |

### الأغاني
- ليل يا أبو الليالي
- مقادير
- ليه يا زمن
- فينك يا حبيبي
- كفاية بعاد
- ماله
- غرابه
- وبحر يابحار
- وأيوب
- ورحاله
- ليلتك ياعريس

### صور الألبومات
- ألبوم كفاية بعاد
- ألبوم رحال
- أبوم مقادير
- ألبوم غريب
- ألبوم على فين يا قمر
- ألبوم أيوب
- ألبوم مغناوي
- ألبوم حبيبي حبيبي
- ألبوم ماشي كلامك

### أفلام
- إحنا بتوع الإسعاف (1984)بطولة سمير غانم وإكرامي وأمين الهنيدي
- رحله حول العالم (استعراضي)بطولة صابرين والفنان الكويتي محمد المنصور